# Saul (cognome)
Saul è un cognome di lingua italiana.

## Varianti
Saule, Sauli, Saulino, Saulle, Saulli, Saullo.

## Origine e diffusione
Cognome tipicamente panitaliano, è presente prevalentemente nel genovese, nel Triveneto e in Toscana.
Potrebbe derivare dal prenome Saul, dall'ebraico Sha'ūl.
Le varianti Saule e Sauli coprono il medesimo areale.